# Marek Budziarek
Marek Budziarek (ur. 7 stycznia 1951, zm. 25 marca 2006) – doktor teologii w zakresie historii Kościoła, teolog, historyk Kościoła, absolwent KUL, starszy kustosz i kierownik działu historii i kultury Muzeum Historii Miasta Łodzi; nauczyciel akademicki Akademii Teologii Katolickiej, Papieskiego Wydziału Teologicznego „Bobolanum”, Katedry Badań Niemcoznawczych Uniwersytetu Łódzkiego, członek prezydium Okręgowej Komisji Badań Zbrodni Hitlerowskich w Łodzi, Głównej Komisji Badania Zbrodni przeciwko Narodowi Polskiemu – IPN; założyciel i członek Zarządu Oddziału Łódzkiego Związku Sybiraków. 
Autor ponad 1000 rozpraw, monograficznych artykułów, szkiców, przyczynków, recenzji i omówień, 27 pozycji książkowych, czasowych i stałych ekspozycji muzealnych;	współpracownik czasopism katolickich, miesięczników, kwartalników i roczników historycznych, lokalnych dzienników; popularyzator historii Kościoła i Polski w mediach publicznych oraz katolickich; twórca scenariuszy i reżyser muzealnych filmów dokumentalnych, konsultant historycznych filmów fabularnych, dokumentalnych i programów telewizyjnych; organizator sesji naukowych, łódzkiego kooperanta wystaw historycznych The United States Holocaust Museum w Waszyngtonie, Jüdisches Museum we Frankfurcie nad Menem i Instytut Pamięci Jad Waszem w Jerozolimie; członek „Zespołu do opracowania projektu ustawy o symbolach państwowych Rzeczypospolitej Polskiej” przy Prezydencie Rzeczypospolitej Polskiej, prezydium Wojewódzkiego Komitetu Walki i Męczeństwa przy Wojewodzie Łódzkim; współpracownik Towarzystwa Naukowego KUL, Förderverein Fritz Bauer Institut e.V., Bundeszentrale für Politische Bildung, Goethe Institut, Stowarzyszenia Dziennikarzy Polskich.
Odznaczony Złotym i Brązowym Krzyżem Zasługi, Złotym Krzyżem Archidiecezji Łódzkiej, Medalem Pro Memoria, Złotym i Srebrnym Medalem Opiekuna Miejsc Pamięci Narodowej, Odznaką Pamiątkową Stowarzyszenia Społecznego Komitetu Pamięci Józefa Piłsudskiego w Łodzi, Odznaką Honorową Sybiraka, odznakami „Za zasługi dla Miasta Łodzi” i „Zasłużony Działacz Kultury”.
Został pochowany w części rzymsko-katolickiej cmentarza na Dołach w Łodzi.

## Publikacje
- Katedra przy Adolf Hitlerstrasse (1984)
- Kodeks orderowy na co dzień (1986)
- Łódź w planach eksterminacyjnych okupanta hitlerowskiego 1939 - 1945 (1986) - materiały zawarte w publikacji pochodzą z sesji naukowej „Łódź w planach eksterminacyjnych okupanta hitlerowskiego 1939–1945”, zorganizowanej 25 października 1985 r. przez Muzeum Historii Miasta Łodzi oraz Okręgową Komisję Badania Zbrodni Hitlerowskich w Łodzi - Instytutu Pamięci Narodowej pod kierownictwem naukowym prof. dr hab. Jana Waszczyńskiego. Teksty dotyczą polityki i działań germanizycyjno-eksterminacyjnych okupanta na terenie Łodzi w latach 1939–1945. Materiał tekstowy opatrzony jest licznymi fotografiami.
- Okręg łódzki Armii Krajowej (1988) zawierająca artykuły na temat genezy działalności konspiracyjnej na ziemi łódzkiej, oddziału wywiadowczego sztabu okręgu łódzkiego ZWZ-AK, działalności obwodów ZWZ-AK w Pabianicach, Brzezinach czy okręgu łęczyckim. Materiał tekstowy opatrzony jest zbiorem fotografii.
- Pogrzeb Marszałka (1989) - album będący dopełnieniem historycznego zapisu filmowego z 1935 pt. „Pogrzeb Marszałka”, znajdującego się w zbiorach Muzeum Historii Miasta Łodzi. Książka zawiera tekst opisujący pogrzeb marszałka Józefa Piłsudskiego oraz materiał zdjęciowy z uroczystości żałobnych w Warszawie i Krakowie.
- Nekropolie łódzkie, M. Świątkowska i M. Budziarek, (1989)
- Niespokojna Dusza, mjr Henryk Dobrzański ps. „Hubal” (1990)
- Historyczny raptularz. Szkice z dziejów Kościoła i nie tylko (1991)[3]
- Eksterminacja inteligencji Łodzi i okręgu łódzkiego 1939–1940, Galiński Antoni, Budziarek Marek (1992)
- Łódź - pejzaż architektoniczny, praca zbiorowa (1992)
- Nieprzeciętni, rzecz o arcybiskupach warszawskich (1993)
- Judaica łódzkie w zbiorach muzealnych i zasobach archiwalnych (1994) - publikacja zawiera artykuły opisujące m.in. zbiory judaików w Muzeum Historii Miasta Łodzi, Muzeum Archeologicznego i Etnograficznego w Łodzi, Muzeum Tradycji Niepodległościowych w Łodzi, w zasobach archiwalnych Instytutu Pamięci Jad Waszem w Jerozolimie oraz w zasobach archiwalnych Urzędu Miasta Łodzi. Książka zawiera także teksty dotyczące kultury żydowskiej.
- Poczta w getcie łódzkim 1940–1944 (1995) - publikacja dotycząca dziejów getta łódzkiego funkcjonującego na terenie miasta w czasie II wojny światowej. Zawiera opis jego struktury wewnętrznej i warunków życia mieszkańców dzielnicy żydowskiej. Osobny tekst poświęcony jest Urzędowi Pocztowemu działającemu na terenie getta.
- Archikatedra łódzka, wokół Bazyliki Mniejszej św. Stanisława Kostki (1995)
- Kapucyni w Lublinie, dzieje klasztoru w latach 1721-1864 (1996)
- Akcja okupanta hitlerowskiego wobec Kościoła katolickiego w Kraju Warty, praca zbiorowa (1997)
- 575 rocznica nadania Łodzi praw miejskich (1998) - książka napisana z okazji 575 rocznicy nadania Łodzi praw miejskich. Bogato ilustrowany materiał tekstowy, poświęcony jest historii miasta, jego początkom, rozwojowi, władzom lokalnym i ich siedzibom. Publikacja opowiada także o honorowych odznakach miasta oraz historii herbu Łodzi.
- Łódzki bedeker wyznaniowy (1999)- publikacja zawierająca informacje na temat Kościołów chrześcijańskich (katolickiego, protestanckiego, i prawosławnego), wspólnot mozaistycznych i mahometańskich funkcjonujących w Łodzi od czasów najdawniejszych po współczesność. Książka opowiada także o związkach wyznaniowych śladowo występujących na terenie Łodzi w przeszłości, jak również obecnie. Każdy związek wyznaniowy opisany jest poprzez rys historyczny, postacie, obiekty, adresy oraz bibliografię.
- Gabinet prof. Jana Karskiego (1999)
- Łódź nasze miasto, praca zbiorowa (2000)
- Łodzianie (2000) - książka opowiadająca o Łodzi ostatnich dwóch stuleci, mieszkańcach miasta, „wśród których więcej było katolików niż Polaków, a Niemców mniej niż protestantów, gdzie Żyd szybko się germanizował, a Niemiec ulegał polonizacji. O tych łodzianach, których później określono jednym terminem - Lodzermensche, czyli tutejsi mieszkańcy Łodzi.” (fragment wstępu Autora)
- Biblia wczoraj i dziś (2001)
- Triada. Trzy Wielkie Społeczności. Polacy - Niemcy - Żydzi (2001)- książka zawiera liczne fotografie przedstawiające eksponaty i materiał ikonograficzny znajdujący się na wystawie stałej, dotyczącej historii Łodzi. Wystawa mieści się w Muzeum Historii Miasta Łodzi.
- Łódź Lodsch Litzmannstadt. Wycinki z życia mieszkańców okupowanego miasta (2003)
- Łódź Piotrowa (2005) - książka opowiadająca o historii Łodzi widzianej przez pryzmat historii łódzkiego Kościoła. Tytuł książki nawiązuje do słów, które padły podczas wizyty Jana Pawła II w 1987 roku. Autor opisuje między innymi historię Łodzi przedprzemysłowej. Wyjaśnia okoliczności przyznania Łodzi praw miejskich w 1423, a właściwie w 1414 roku. Opisuje też spór biskupa włocławskiego z arcybiskupem gnieźnieńskim o łódzką parafię - spór, który rozsądził papież Klemens XIII. Publikacja opowiada dzieje Kościoła w szybko rozbudowującej się Łodzi przemysłowej. Autor uwzględnia specyfikę miasta wieloreligijnego, pisze też o nowych formach opieki duszpasterskiej w fabrycznym mieście. Publikacja zawiera m.in. teksty najważniejszych dokumentów, listę łódzkich hierarchów oraz obszerną bibliografię.
- Świątynie Łodzi (2005) - książka prezentująca świątynie i domy modlitw, należące do większości wyznań działających w granicach administracyjnych dzisiejszej Łodzi. Autor wspomina także o nieistniejących obiektach sakralnych, oraz prezentuje ich historię. Publikacja zawiera opis świątyń każdego wyznania, poprzedzony informacją o danej wspólnocie.